# Liste der Baudenkmale in Oldenburg (Oldb) – Hauptstraße
In der Liste der Baudenkmale in Oldenburg (Oldb) – Hauptstraße stehen alle Baudenkmale der Hauptstraße in Oldenburg (Oldb).  Die Quelle der IDs und der Beschreibungen ist der Denkmalatlas Niedersachsen.
Der Stand der Liste ist das Jahr 2022(7).

## Allgemein
In den Spalten befinden sich folgende Informationen:
- Lage: die Adresse des Baudenkmales und die geographischen Koordinaten. Kartenansicht, um Koordinaten zu setzen. In der Kartenansicht sind Baudenkmale ohne Koordinaten mit einem roten Marker dargestellt und können in der Karte gesetzt werden. Baudenkmale ohne Bild sind mit einem blauen Marker gekennzeichnet, Baudenkmale mit Bild mit einem grünen Marker.
- Bezeichnung: Bezeichnung des Baudenkmales
- Beschreibung: die Beschreibung des Baudenkmales. Unter § 3 Abs. 2 NDSchG werden Einzeldenkmale und unter § 3 Abs. 3 NDSchG Gruppen baulicher Anlagen und deren Bestandteile ausgewiesen.
- ID: die Objekt-ID des Baudenkmales
- Bild: ein Bild des Baudenkmales, ggf. zusätzlich mit einem Link zu weiteren Fotos des Baudenkmals im Medienarchiv Wikimedia Commons. Wenn man auf das Kamerasymbol klickt, können Fotos zu Baudenkmalen aus dieser Liste hochgeladen werden:

Zurück zur Hauptliste
| Lage                                    | Bezeichnung    | Beschreibung | ID       | Bild |
| --------------------------------------- | -------------- | --- | -------- | ---- |
| Hauptstraße 53° 8′ 1″ N, 8° 11′ 30″ O   | Kriegerdenkmal | Als Ringpfeilerhalle in Form eines offenen Rundtempels errichtetes Denkmal aus Backstein für die Opfer des Ersten und Zweites Weltkrieges aus Eversten. Über drei Stufen erschlossenes Plateau mit offenem Rundtempel, bestehend aus quadratischen Säulen mit geschmücktem Architrav, im Inneren zwei Gedenkstelen mit Namensnennungen sowie mittig ein steinernes Kreuz mit der Inschrift „Den Opfern der Weltkriege 1914–18; 1939–45“. Durch den Stadtbaumeister Jean Robert Charton 1923–24 errichtet, 1925 eingeweiht. 1945 wurde das Denkmal um die Gedenktafeln der Opfer des Zweiten Weltkrieges erweitert. | 37421045 |      |
| Hauptstraße 1 53° 8′ 2″ N, 8° 12′ 15″ O | Wohnhaus       | Eingeschossiger Putzbau von drei Achsen über hohem Sockelgeschoss unter Walmdach. Eingang rechts im Souterrain. Links polygonaler Standerker und Zwerchgiebel. Giebelgaupe. Putzgliederung: Rustizierung des Sockels, geschossteilendes Gesims, Lisenen, Fensterrahmungen, unter der Traufe Konsolfries. Vorgarten und eiserne Einfriedung. Erbaut um 1900. | 37431043 | BW   |
| Hauptstraße 3 53° 8′ 2″ N, 8° 12′ 14″ O | Wohnhaus       | Giebelständiger eineinhalbgeschossiger Putzbau von vier Achsen über Kellersockel mit Drempel unter Satteldach (Typus „Oldenburger Hundehütte“). Rechts Sockel vorgezogen für Terrasse mit Wintergarten. Links zurückgesetzter Vorbau mit Eingang. Putzgliederung: geschossteilende Gesimse, horizontale Fugen, Fensterrahmungen, im OG z. T. Pilaster und Gebälk. Vorgarten und eiserne Einfriedung. Erbaut wohl in den 1890er Jahren. | 37431066 | BW   |
| Hauptstraße 5 53° 8′ 2″ N, 8° 12′ 13″ O | Wohnhaus       | Giebelständiger eineinhalbgeschossiger Putzbau von vier Achsen über Sockelgeschoss mit Drempel unter Satteldach (Typus „Oldenburger Hundehütte“). Rechts polygonaler Standerker unter Balkon. Links Sockel polygonal vorgezogen für Terrasse. Auf der linken Seite zurückgesetzter Vorbau mit Eingang. Putzgliederung: geschossteilende Gesimse,horizontale Fugen, Fensterrahmungen, z. T. Brüstungsfelder. Verzierter Schwebegiebel. Vorgarten. Erbaut wohl in den 1890er Jahren. | 37431088 | BW   |
| Hauptstraße 7 53° 8′ 2″ N, 8° 12′ 13″ O | Wohnhaus       | Eckhaus zur Vereinigungsstraße. Giebelständiger eineinhalbgeschossiger Putzbau von vier Achsen über Sockelgeschoss mit Drempel unter Satteldach (Typus „Oldenburger Hundehütte“). Rechts Sockel vorgezogen für Wintergarten. Eingang auf der linken Seite. Putzgliederung: geschossteilende Gesimse, Rustizierung des Sockels, horizontale Fugen, Fensterrahmungen, im Obergeschoss z. T. Ädikulen. Verzierter Schwebegiebel. Vorgarten und eiserne Einfriedung. Erbaut wohl in den 1890er Jahren. | 37431110 | BW   |
| Hauptstraße 11 53° 8′ 2″ N, 8° 12′ 9″ O | Wohnhaus       | Giebelständiger eineinhalbgeschossiger Putzbau von vier Achsen über Sockelgeschoss mit Drempel unter Satteldach (Typus „Oldenburger Hundehütte“). Links polygonaler Standerker unter Balkon. Rechts Sockel stärker und EG ausluchtartig leicht vorgezogen, mit barockisierender Dreifenstergruppe und flachem Schweifgiebel, davor Terrasse. Auf der rechten Seite zurückgesetzter Vorbau mit Eingang. Auf der linken Seite Auslucht, darüber polygonales zweigeschossiges Türmchen mit Spitzbogenblenden und Schweifhaube. Putzgliederung: geschossteilende Gesimse, Rustizierung des Sockels, Fensterrahmungen, am Standerker Blendfialen, über der Auslucht Wappenrelief, im Giebel barockisierendes Wandfeld. Erbaut 1900. | 37420978 | BW   |
| Hauptstraße 19 53° 8′ 1″ N, 8° 12′ 3″ O | Villa          | Eckhaus zur Kleiststraße. Eingeschossiger Putzbau von sieben Achsen unter Walmdach. Mittig dreiachsiger Säulenportikus vor rundbogigem Eingang und zwei Rundbogenfenstern, zwei toskanische Säulen und zwei ähnliche Eckpfeiler auf Postamenten, dazwischen Balustrade, darüber Gebälk und mit Zahnschnitt und Profil gerahmtes Giebelfeld mit figürlichem Relief (Flora oder Abundantia mit Putten). Rückwärtig links flacher Anbau. Erbaut 1836–1837 für den Ratsherr Heinrich Hegeler, Architekt: Heinrich Strack, umgebaut 1877, Architekt: Gerhard Schnitger?, aus dieser Zeit Portikus, Wandgliederung und Anbau. | 37421024 | BW   |